# Torneo de Linz
El Torneo de Linz (oficialmente Upper Austria Ladies Linz) es un torneo de tenis femenino que se celebra en Linz, Austria.
Aunque se disputa desde 1987, este evento no formó parte del calendario oficial de la WTA hasta 1991. Su categoría era WTA 250 (hasta 2020 pertenecía a la categoría International), y se juega en pistas duras (indoor). A partir del 2024 el torneo pasó a cateogria WTA 500.

## Campeonas

### Individual
| Año  | Campeona                  | Finalista               | Resultado           |
| ---- | ------------------------- | ----------------------- | ------------------- |
| 1991 | Manuela Maleeva           | Petra Langrova          | 6-4, 7-6(1)         |
| 1992 | Natalia Medvédeva         | Pascale Paradis-Mangon  | 6-4, 6-2            |
| 1993 | Manuela Maleeva           | Conchita Martínez       | 6-2, 1-0 ret.       |
| 1994 | Sabine Appelmans          | Meike Babel             | 6-1, 4-6, 7-6(3)    |
| 1995 | Jana Novotná              | Barbara Rittner         | 6-7(6), 6-3, 6-4    |
| 1996 | Sabine Appelmans          | Julie Halard-Decugis    | 6-2, 6-4            |
| 1997 | Chanda Rubin              | Karina Habšudová        | 6-4, 6-2            |
| 1998 | Jana Novotná              | Dominique Van Roost     | 6-1, 7-6(2)         |
| 1999 | Mary Pierce               | Sandrine Testud         | 7-6(2), 6-1         |
| 2000 | Lindsay Davenport         | Venus Williams          | 6-4, 3-6 6-2        |
| 2001 | Lindsay Davenport         | Jelena Dokić            | 6-4, 6-1            |
| 2002 | Justine Henin-Hardenne    | Alexandra Stevenson     | 6-3, 6-0            |
| 2003 | Ai Sugiyama               | Nadia Petrova           | 7-5, 6-4            |
| 2004 | Amélie Mauresmo           | Yelena Bóvina           | 6-2, 6-0            |
| 2005 | Nadia Petrova             | Patty Schnyder          | 4-6, 6-3, 6-1       |
| 2006 | María Sharápova           | Nadia Petrova           | 7-5, 6-2            |
| 2007 | Daniela Hantuchová        | Patty Schnyder          | 6-4, 6-2            |
| 2008 | Ana Ivanović              | Vera Zvonariova         | 6-2, 6-1            |
| 2009 | Yanina Wickmayer          | Petra Kvitová           | 6-3, 6-4            |
| 2010 | Ana Ivanović              | Patty Schnyder          | 6-1, 6-2            |
| 2011 | Petra Kvitová             | Dominika Cibulková      | 6-4, 6-1            |
| 2012 | Victoria Azarenka         | Julia Görges            | 6-3, 6-4            |
| 2013 | Angelique Kerber          | Ana Ivanović            | 6-4, 7-6(6)         |
| 2014 | Karolína Plíšková         | Camila Giorgi           | 6-7(4), 6-3, 7-6(4) |
| 2015 | Anastasiya Pavliuchenkova | Anna-Lena Friedsam      | 6-4, 6-3            |
| 2016 | Dominika Cibulková        | Viktorija Golubic       | 6-3, 7-5            |
| 2017 | Barbora Strýcová          | Magdaléna Rybáriková    | 6-4, 6-1            |
| 2018 | Camila Giorgi             | Yekaterina Aleksándrova | 6-3, 6-1            |
| 2019 | Cori Gauff                | Jeļena Ostapenko        | 6-3, 1-6, 6-2       |
| 2020 | Aryna Sabalenka           | Elise Mertens           | 7-5, 6-2            |
| 2021 | Alison Riske              | Jaqueline Cristian      | 2-6, 6-2, 7-5       |
| 2022 | No celebrado              | No celebrado            | No celebrado        |
| 2023 | Anastasia Potapova        | Petra Martić            | 6-3, 6-1            |
| 2024 | Jeļena Ostapenko          | Ekaterina Alexandrova   | 6-2, 6-3            |
| 2025 | Ekaterina Alexandrova     | Dayana Yastremska       | 6-2, 3-6, 7-5       |

### Dobles
| Año  | Campeonas                                  | Finalistas                              | Resultado         |
| ---- | ------------------------------------------ | --------------------------------------- | ----------------- |
| 2000 | Amélie Mauresmo Chanda Rubin               | Ai Sugiyama Nathalie Tauziat            | 6-1, 6-4          |
| 2001 | Jelena Dokić Nadia Petrova                 | Els Callens Chanda Rubin                | 6-4, 6-4          |
| 2002 | Jelena Dokić Nadia Petrova                 | Rika Fugiwara Ai Sugiyama               | 6-3 6-2           |
| 2003 | Liezel Huber Ai Sugiyama                   | Marion Bartoli Silvia Farina Elia       | 6-1, 7-6(6)       |
| 2004 | Janette Husárová Elena Likhovtseva         | Nathalie Dechy Patty Schnyder           | 6-2, 7-5          |
| 2005 | Gisela Dulko Kveta Peschke                 | Conchita Martínez Virginia Ruano        | 6-2, 6-3          |
| 2006 | Lisa Raymond Samantha Stosur               | Corina Morariu Katarina Srebotnik       | 6-3, 6-0          |
| 2007 | Cara Black Liezel Huber                    | Katarina Srebotnik Ai Sugiyama          | 6-2, 3-6, [10-8]  |
| 2008 | Katarina Srebotnik Ai Sugiyama             | Cara Black Liezel Huber                 | 6-4, 7-5          |
| 2009 | Anna-Lena Grönefeld Katarina Srebotnik     | Klaudia Jans Alicja Rosolska            | 6-1, 6-4          |
| 2010 | Renata Voracova Barbora Záhlavová-Strýcová | Květa Peschke Katarina Srebotnik        | 7-5, 7-6(6)       |
| 2011 | Marina Erakovic Yelena Vesnina             | Julia Görges Anna-Lena Grönefeld        | 7-5, 6-1          |
| 2012 | Anna-Lena Grönefeld Kveta Peschke          | Julia Görges Barbora Záhlavová-Strýcová | 6-3, 6-4          |
| 2013 | Karolína Plíšková Kristýna Plíšková        | Gabriela Dabrowski Alicja Rosolska      | 7-6(6), 6-4       |
| 2014 | Ioana Raluca Olaru Anna Tatishvili         | Annika Beck Caroline Garcia             | 6-2, 6-1          |
| 2015 | Raquel Kops-Jones Abigail Spears           | Andrea Hlaváčková Lucie Hradecká        | 6-3, 7-5          |
| 2016 | Kiki Bertens Johanna Larsson               | Anna-Lena Grönefeld Květa Peschke       | 4-6, 6-2, [10-7]  |
| 2017 | Kiki Bertens Johanna Larsson               | Natela Dzalamidze Xenia Knoll           | 3-6, 6-3, [10-4]  |
| 2018 | Kirsten Flipkens Johanna Larsson           | Raquel Atawo Anna-Lena Grönefeld        | 4-6, 6-4, [10-5]  |
| 2019 | Barbora Krejčíková Kateřina Siniaková      | Barbara Haas Xenia Knoll                | 6-4, 6-3          |
| 2020 | Arantxa Rus Tamara Zidanšek                | Lucie Hradecká Kateřina Siniaková       | 6-3, 6-4          |
| 2021 | Natela Dzalamidze Kamilla Rakhimova        | Wang Xinyu Saisai Zheng                 | 6-4, 6-2          |
| 2022 | No celebrado                               | No celebrado                            | No celebrado      |
| 2023 | Natela Dzalamidze Viktória Kužmová         | Anna-Lena Friedsam Nadiia Kichenok      | 4-6, 7-5, [12-10] |
| 2024 | Sara Errani Jasmine Paolini                | Nicole Melichar Ellen Perez             | 7-5, 4-6, [10-7]  |
| 2025 | Tímea Babos Luisa Stefani                  | Lyudmyla Kichenok Nadiia Kichenok       | 3-6, 7-5, [10-4]  |